# نيميو هاروكاوا
نيميو هاروكاوا (باليابانية: 春川 ナミオ) رسام ياباني معروف بالرسومات ذات الهيمنة الجنسية النسائية، وجلوس النساء على الوجه.
ولد في أوساكا في شهر مايو عام 1947م، وتوفي بعد إصابته بداء السرطان، في 24 أبريل 2020م.